# ダグ・マクルーア
ダグ・マクルーア（1935年5月11日－1995年2月5日）は1950年代から90年代まで映画・テレビで活躍したアメリカの俳優である。カリフォルニア州グレンデール生まれ。NBCの西部劇『バージニアン』でトランパスを演じ、一躍有名になった。本名ダグラス・オズボーン・マクルーア。女優のタネ・マクルーアは娘である。片仮名でダグ・マックルーア、ダッグ・マックルーアと表記されるとこともある。身長185センチ。

## 経歴
UCLAの学生時代、フットボールやバスケット、水泳等で活躍。TV撮影のためにサーフィンを披露したことから石鹸のCMに出演し、それがきっかけで映画デビューを果たす。出世作とも言える『バージニアン』でジェームズ・ドルーリー、ロバータ・ショア、レス・J・コッブ、ランディ・ブーンらと共演し、その前には『オーバーランド・トレイル』や『チェックメイト』、『アリゾナ・レンジャーズ』にも出演している。
映画出演も多く、1950年代末から20世紀フォックスの『眼下の敵』（1957年）や『南太平洋』（1958年）の端役を経て、1960年代には『シェナンドー河』（1964年）や往年の名作のリメイク版『ボー・ジェスト』（1966年）等のユニヴァーサル作品に大役で出演した。以後、タフガイ俳優として数多くのテレビ・シリーズにゲスト出演し、テレビ映画『空中大脱走』（1971年/日本では劇場公開）や『戦闘機対戦車』（1973年）でも印象を残した。また、マカロニ・ウエスタンから派生した｢白い牙｣物の西ドイツとユーゴ・スラビア合作映画『アラスカの地獄の猟犬』（1973年/未ソフト化）にも主演している。
英国のケヴィン・コナー監督とは相性良く、SF映画『地底王国』（1976年）、『恐竜の島』（1975年）、『続・恐竜の島』（1976年）、『アトランティス七つの海底都市』（1977年）、日本ロケの『ゴースト・イン・京都』（1982年/未/ビデオ）でも組んでいる。以後、1980年代前後からは次第に脇役へ転じて行き、テレビ中心の活動が主体になり、『ルーツ』や『白バイ野郎ジョン&パンチ』、『忍者ジョン&マックス（VHS題名：ザ・忍者マスター）』等のテレビ・シリーズのゲスト出演や日本のテレビ・シリーズ時代劇『必殺仕事人V/激闘篇』（1985年）にも南蛮商人役でゲスト出演（クレジット名義は片仮名でダッグ・マクルーア）しており、藤田まことや鮎川いづみと絡んだ。因みに、1970年代から1980年代にかけて、ミラービールの製品であるハムスのCMにも登場した。
晩年は日本での劇場公開作品は減少し、ジョン・フランケンハイマー監督の『デス・ポイント/非情の罠』（1986年）等がある位であるが、往年のテレビ・シリーズの映画化である『マーヴェリック』（1994年）にも端役で出演した。1995年2月5日、肺ガンのため、59歳でカリフォルニア州シャーマンオークスで死去。サンタモニカのウッドローン記念墓地に埋葬された。ハリウッド・ウォーク・オブ・フェイムに名前が刻まれている。1994年にこの式典に出席したのが、公の場に姿を現した最後となった。
テレビ・アニメ・シリーズ『ザ・シンプソンズ』に出てくるトロイ・マクルーアのキャラクターは、ダグ・マクルーアをモデルにしている。彼の娘が『ザ・シンプソンズ』のプロデューサー、マイク・ライスに、父親が番組の大ファンだと話したため、このキャラクターが登場した。

## 主な出演作品

### 映画
| 公開年 | 邦題 原題                                                  | 役名                   | 備考           |
| ------ | ---------------------------------------------------------- | ---------------------- | -------------- |
| 1956   | 友情ある説得 Friendly Persuasion                           | 兵士                   | クレジットなし |
| 1957   | 眼下の敵 The Enemy Below                                   | メリー                 | クレジットなし |
| 1958   | 南太平洋 South Pacific                                     | 病院の警察官           |                |
| 1960   | 許されざる者 The Unforgiven                                | アンディ・ザカリー     |                |
| 1964   | 若さでブッ飛ばせ! The Lively Set                           | チャック・マニング     |                |
| 1965   | シェナンドー河 Shenandoah                                  | サム                   |                |
| 1966   | ボージェスト Beau Geste                                    | ジョン・ジェスト       |                |
| 1967   | 王者の海賊 The King's Pirate                               | ブライアン・フレミング |                |
| 1971   | 恐怖のエアポート Terror in the Sky                         | ジョージ・スペンサー   | テレビ映画     |
| 1971   | 空中大脱走 The Birdmen                                     | ハリー・クック         | テレビ映画     |
| 1972   | 黒薔薇の女 The Judge and Jake Wyler                        | ジェイク・ワラー       | テレビ映画     |
| 1973   | 戦闘機対戦車 Death Race                                    | デル・カルペッパー     | テレビ映画     |
| 1974   | 魔のバミューダ海域 Satan's Triangle                        | J・ハイグ              | テレビ映画     |
| 1975   | 恐竜の島 The Land That Time Forgot                         | ボーウェン・タイラー   |                |
| 1976   | 地底王国 At the Earth's Core                               | デヴィッド・イネス     |                |
| 1977   | パニック・イン・SST/デス・フライト SST: Death Flight       | ハンク・フェアバンクス | テレビ映画     |
| 1977   | 続・恐竜の島 The People That Time Forgot                   | ボーウェン・タイラー   |                |
| 1978   | アトランティス7つの海底都市 Warlords of Atlantis           | グレッグ・コリンソン   |                |
| 1979   | 自由と愛の大地 The Rebels                                  | Eph Tait               | テレビ映画     |
| 1980   | モンスター・パニック Humanoids from the Deep               | ジム・ヒル             |                |
| 1981   | ファイヤーバード2015 Firebird 2015 AD                      | マクベイン             |                |
| 1982   | ゴースト・イン・京都 The House Where Evil Dwells           | アレックス・カーティス |                |
| 1984   | キャノンボール2 Cannonball Run II                          | スラッパー             |                |
| 1986   | オメガ・シンドローム 恐怖の暗殺団 Omega Syndrome           | ミルナー刑事           |                |
| 1986   | デス・ポイント/非情の罠 52 Pick-Up                         | マーク                 |                |
| 1988   | テープヘッズ Tapeheads                                     | シド・タガー           |                |
| 1989   | 悪夢のシナリオ Prime Suspect                               | ブランド博士           |                |
| 1994   | ザ・ギャンブラー The Gambler Returns: The Luck of the Draw | ダグ                   | テレビ映画     |
| 1994   | デス・リベンジ Dead Man's Revenge                          | グランジャー           | テレビ映画     |
| 1994   | マーヴェリック Maverick                                    | ポーカーをする人       |                |

### テレビシリーズ
| 放映年    | 邦題 原題                                  | 役名                                | 備考                                 |
| --------- | ------------------------------------------ | ----------------------------------- | ------------------------------------ |
| 1960      | 夜のジョニー Johnny Midnight               | ライス                              | 1エピソード                          |
| 1960      | Overland Trail                             | フリップ                            | 17エピソード                         |
| 1960-1962 | チェックメイト Checkmate                   | ジェド                              | 70エピソード                         |
| 1962-1971 | バージニアン The Virginian                 | トランパス                          | 249エピソード                        |
| 1972-1973 | プローブ捜査指令 Search                    | C・R・グローバー                    | 7エピソード                          |
| 1975-1976 | Barbary Coast                              | キャッシュ・コノヴァー              | 13エピソード                         |
| 1977      | ROOTS/ルーツ Roots                         | ジミー・ブレント                    | ミニシリーズ                         |
| 1985      | 超音速攻撃ヘリ・エアーウルフ Airwolf       | ダレン・マクブライド                | 1エピソード                          |
| 1985      | 必殺仕事人V・激闘編                        | 南蛮商人グレイブ                    | 第5話 「りつの家出で泣いたのは主水」 |
| 1987      | ジェシカおばさんの事件簿 Murder, She Wrote | サム・ランキン ゲイリー・パターソン | 異なる役で2エピソード                |
| 1987-1991 | Out of This World                          | カイル・X・アップルゲイト           | 81エピソード                         |